# Elitloppet 1983
Elitloppet 1983 var den 32:a upplagan av Elitloppet, som gick av stapeln söndagen den 29 maj 1983 på Solvalla i Stockholm. Finalen vanns av den franska hästen Ianthin, körd och tränad av Paul Delanoe.
I 1983 års Elitlopp var det många som ville se de franska superhästarna Idéal du Gazeau och Mon Tourbillon. Båda hästarna tvingades dock att lämna återbud. Loppet såg ändå ut att bli en fartfest, och folk började prata om nytt världsrekord. I loppet deltog bland annat Dartster F. (som tangerat världsrekordet 1.12,8 på Åbytravet) och Busy Randy (som hade slagit världsrekord för två heat i Vermo Cup). Från USA kom även världsrekordhållarinnan Duchess Faye. I finalen blev det trots allt fransk seger, då nioårige Ianthin vann både kvalheat och finalheat från spår ett.
Även tröstloppet Elitloppet Consolation kördes detta år, för de hästar som deltagit i kvalheaten, men som inte lyckats kvala in till finalen.

## Upplägg och genomförande
Elitloppet är ett inbjudningslopp och varje år bjuds 16 hästar som utmärkt sig in till Elitloppet. Hästarna lottas in i två kvalheat, och de fyra bästa i varje försök går vidare till finalen som sker 2–3 timmar senare samma dag. Desto bättre placering i kvalheatet, desto tidigare får hästens tränare välja startspår inför finalen. Samtliga tre lopp travas sedan 1965 över sprinterdistansen 1 609 meter (engelska milen) med autostart (bilstart). I Elitloppet 1983 var förstapris i finalen 250 000 kronor, och 50 000 kronor i respektive kvalheat.

## Kvalheat 1
| P | S | Häst             | Kusk              | Tränare           | Land      | Odds  | Tid      |
| - | - | ---------------- | ----------------- | ----------------- | --------- | ----- | -------- |
| 1 | 1 | Ianthin          | Paul Delanoe      | Paul Delanoe      | Frankrike | 22,26 | 1.14,0   |
| 2 | 3 | Isenburger       | Helmut Biendl     | Helmut Biendl     | Tyskland  | 77,50 | 1.14,1   |
| 3 | 7 | Duchess Faye     | Ray Remmen        | Ray Remmen        | USA       | 2,90  | 1.14,2   |
| 4 | 5 | Keystone Patriot | Veijo Heiskanen   | Veijo Heiskanen   | Finland   | 8,50  | 1.14,2   |
| 0 | 8 | Dartster F.      | Olle Hedin        | Olle Hedin        | Sverige   | 2,60  | 1.14,3   |
| 0 | 4 | Monquier         | Jean Rene Gougeon | Jean Rene Gougeon | Frankrike | 42,40 | 1.14,4   |
| 0 | 6 | E.O. Brunn       | Johnny Takter     | Bo W. Takter      | Sverige   | 36,40 | 1.15,1ag |
| d | 2 | Busy Randy       | Bo W. Takter      | Bo W. Takter      | Sverige   | 3,20  | distg    |

## Kvalheat 2
| P | S | Häst            | Kusk             | Tränare          | Land      | Odds  | Tid    |
| - | - | --------------- | ---------------- | ---------------- | --------- | ----- | ------ |
| 1 | 2 | Snack Bar       | Berndt Lindstedt | Berndt Lindstedt | Sverige   | 2,51  | 1.13,6 |
| 2 | 8 | Lutin d'Isigny  | Jean Paul Andree | Jean Paul Andree | Frankrike | 14,90 | 1.14,2 |
| 3 | 4 | Spice Island    | Kurt Hörmann     | Kurt Hörmann     | Tyskland  | 17,30 | 1.14,8 |
| 4 | 3 | Arnie's Aim     | Pekka Korpi      | Pekka Korpi      | Finland   | 1,90  | 1.15,4 |
| 0 | 6 | Spirits Supreme | Per K. Eriksson  | Irma Grahn       | Sverige   | 16,40 | 1.15,8 |
| 0 | 1 | Dilli Hanover   | Steen Juul       | Steen Juul       | Danmark   | 20,60 | 1.16,2 |
| d | 5 | Plumona R.S.    | Veijo Heiskanen  | Walter Richter   | Frankrike | 47,40 | uag    |
| d | 7 | Dorians Music   | Bo W. Takter     | Bo W. Takter     | Sverige   | 11,60 | uag    |

## Finalheat
| P | S | Häst             | Kusk             | Tränare          | Land      | Odds  | Tid    |
| - | - | ---------------- | ---------------- | ---------------- | --------- | ----- | ------ |
| 1 | 1 | Ianthin          | Paul Delanoe     | Paul Delanoe     | Frankrike | 4,15  | 1.13,2 |
| 2 | 5 | Spice Island     | Kurt Hörmann     | Kurt Hörmann     | Tyskland  | 62,10 | 1.13,2 |
| 3 | 3 | Snack Bar        | Berndt Lindstedt | Berndt Lindstedt | Sverige   | 1,60  | 1.13,4 |
| 4 | 8 | Keystone Patriot | Veijo Heiskanen  | Veijo Heiskanen  | Finland   | 29,70 | 1.13,7 |
| 5 | 6 | Duchess Faye     | Ray Remmen       | Ray Remmen       | USA       | 4,90  | 1.13,8 |
| 6 | 2 | Lutin d'Isigny   | Jean Paul Andree | Jean Paul Andree | Frankrike | 18,80 | 1.14,1 |
| 7 | 7 | Arnie's Aim      | Pekka Korpi      | Pekka Korpi      | Finland   | 10,70 | 1.14,2 |
| 8 | 4 | Isenburger       | Helmut Biendl    | Helmut Biendl    | Tyskland  | 59,30 | 1.14,4 |